# اخلاق زیست‌محیطی
در فلسفه محیط زیست، اخلاق زیست‌محیطی (به انگلیسی: Environmental ethics) یک زمینه ثابت فلسفه عملی است «که انواع اساسی استدلال را که می‌تواند برای محافظت از موجودات طبیعی و استفاده پایدار از منابع طبیعی ایجاد شود، بازسازی می‌کند.» اصلی‌ترین پارادایم‌های رقیب انسان-محوری، مرکزگرایی فیزیکی (به نام طبیعت محوری)، و خدا محوری. اخلاق محیطی بر طیف وسیعی از رشته‌ها از جمله حقوق محیط زیست، جامعه‌شناسی محیطی، بوم‌خداشناسی، اقتصاد بوم‌شناختی، بوم‌شناسی و جغرافیای زیست‌محیطی تأثیر می‌گذارد.
بسیاری از تصمیمات اخلاقی وجود دارد که بشر با توجه به محیط زیست می‌گیرد؛ مثلاً:
- آیا انسان‌ها باید به پاک‌تراشی جنگل‌های قطع شده برای مصرف انسان ادامه دهند؟
- چرا انسان باید به تکثیر گونه خود و خود حیات ادامه دهد؟[۲]
- آیا بشر باید به ساخت وسایل نقلیه مجهز به بنزین ادامه دهد؟
- انسان چه تعهدات زیست‌محیطی را برای نسل‌های آینده باید حفظ کند؟[۳][۴]
- آیا درست است که انسان‌ها آگاهانه برای راحتی بشریت باعث انقراض یک گونه شوند؟
- چگونه انسان باید به بهترین وجه از محیط فضایی برای امنیت و گسترش زندگی استفاده کند و از آن محافظت کند؟
- مرزهای سیاره ای چه نقشی می‌توانند در تغییر شکل رابطه انسان و زمین داشته باشند؟[۵]

رشته دانشگاهی اخلاق زیست‌محیطی در پاسخ به آثار راچل کارسون و ماری بوکچین و رویدادهایی مانند اولین روز زمین در ۱۹۷۰، زمانی که دوستداران محیط زیست از فیلسوفان خواستند جنبه‌های فلسفی مشکلات زیست‌محیطی را در نظر بگیرند، رشد کرد. دو مقاله منتشر شده در ساینس تأثیر مهمی داشتند: مقاله «ریشه‌های تاریخی بحران زیست‌محیطی» لین وایت و "تراژدی عوام" گرت هاردین (دسامبر ۱۹۶۸). مقاله بعدی گارت هاردین به نام «اکتشاف اخلاق جدید برای بقا» و نیز مقاله ای از آلدو لئوپولد در سالنامه شهرستان سند با عنوان «اخلاق سرزمین» که در آن لئوپولد صریحاً ادعا می‌کرد ریشه‌های بحران زیست‌محیطی فلسفی هستند (۱۹۴۹).
اولین مجلات علمی بین‌المللی در این زمینه در اواخر دهه ۱۹۷۰ و اوایل دهه ۱۹۸۰ از آمریکای شمالی ظهور کردند - ژورنال آمریکایی اخلاق محیطی در ۱۹۷۹ و ژورنال مستقر در کانادا مجله اکوسوفی در ۱۹۸۳. اولین مجله مستقر در انگلیس از این نوع، ارزش‌های زیست‌محیطی، در سال ۱۹۹۲ راه اندازی شد.

## دسته‌های مارشال

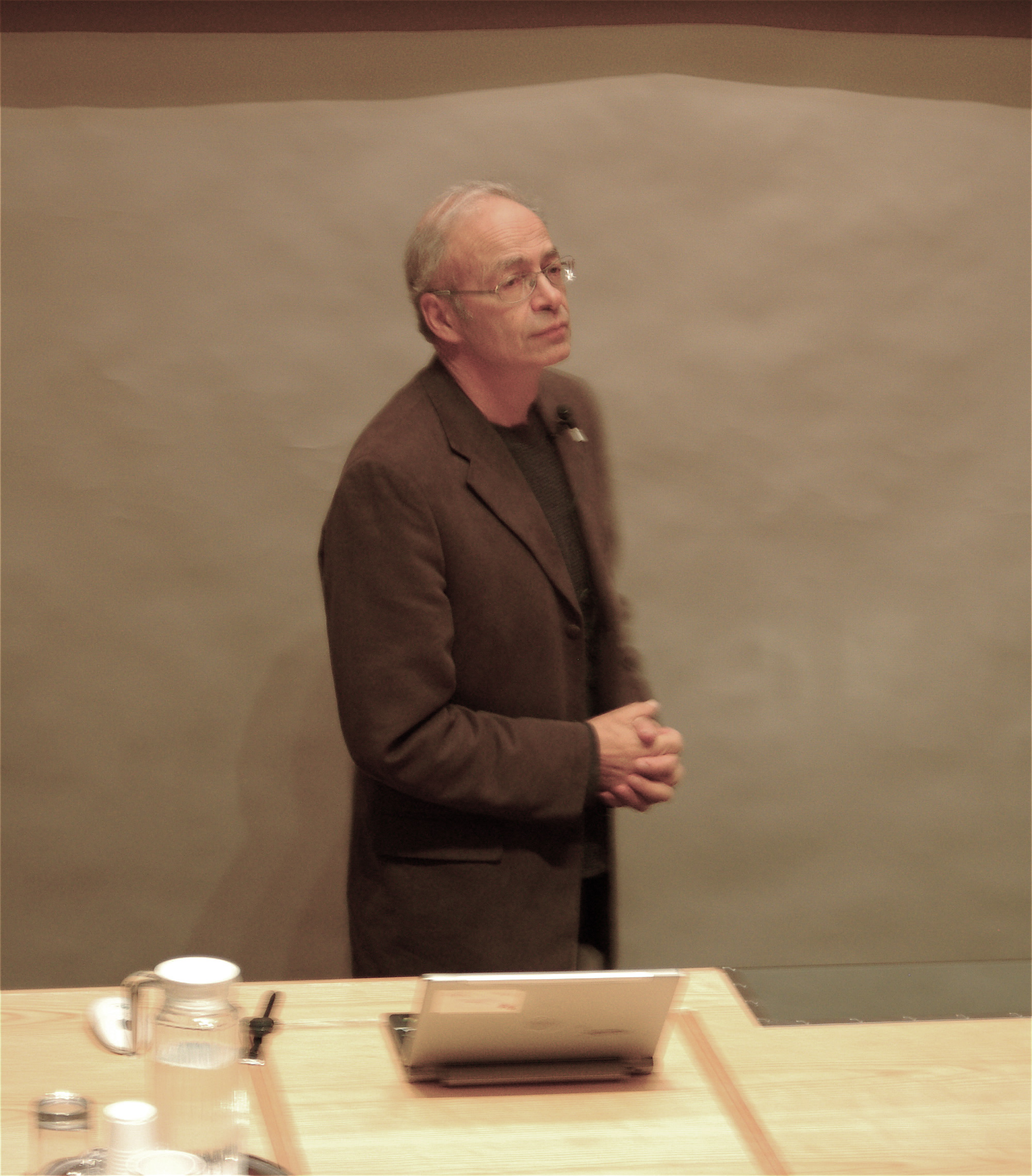
پیتر سینگر

برخی از محققان تلاش کرده‌اند تا روش‌های مختلفی را برای ارزیابی محیط طبیعی طبقه‌بندی کنند. آلن مارشال و مایکل ای. اسمیت دو نمونه از این موارد هستند که توسط پیتر واردی در معمای اخلاق ذکر شده‌است. به گفته مارشال، طی ۴۰ سال گذشته سه رویکرد اخلاقی کلی ظهور کرده‌است: پسوند آزادی‌خواهانه، پسوند اکولوژیک، اخلاق حفاظت.

### پسوند آزادی خواهانه
گسترش آزادی‌خواهی مارشال رویکرد آزادی مدنی را تکرار می‌کند (یعنی تعهد به گسترش حقوق برابر برای همه اعضای یک جامعه). در محیط‌گرایی، عموماً تصور می‌شود که جامعه از افراد غیر انسان و همچنین انسان تشکیل شده‌است.
اندرو برنان مدافع انسان گرایی بوم شناختی (انسان گرایی بوم گردی) بود، استدلالی که می‌توان به تمام موجودات هستی شناختی، زنده و بی جان، صرفاً بر اساس وجود آنها ارزش اخلاقی داد. کار آرن نوس و همکارش سشنز نیز تحت عنوان آزادی خواهانه قرار می‌گیرد، گرچه اصطلاح «اکولوژی عمیق» را ترجیح می‌دهند. اکولوژی عمیق استدلالی برای ارزش ذاتی یا ارزش ذاتی محیط است - این دیدگاه که به خودی خود ارزشمند است. استدلال آنها هم در محدوده آزادی‌خواهی و هم در توسعه اکولوژیکی قرار دارد.
کارهای پیتر سینگر را می‌توان در زیر «گسترش آزادی خواهانه» مارشال طبقه‌بندی کرد. وی استدلال کرد که «حلقه در حال گسترش ارزش اخلاقی» باید دوباره ترسیم شود  تا حقوق حیوانات غیر انسانی را نیز در بر گیرد، و اگر این کار انجام نگیرد، گناه گونه‌پرستی است. پیتر سینگر پذیرفتن استدلال از ارزش ذاتی موجودات زیست شناختی یا «غیرمحسوس» (غیرآگاهانه) را دشوار دانست و در چاپ اول خود از «اخلاق عملی» این نتیجه رسید که آنها نباید در دایره در حال گسترش ارزش اخلاقی گنجانده شوند. این رویکرد اساساً زیست محور است. با این حال، در نسخه بعدی «اخلاق عملی» پس از کار نوس و سشنز، سینگر اعتراف می‌کند که، اگرچه توسط اکولوژی عمیق قانع نشده‌است، استدلال از ارزش ذاتی موجودات غیر حساس قابل قبول است، اما در بهترین حالت مشکل ساز است. سینگر از اخلاق انسان گرایی حمایت می‌کرد.

### پسوند اکولوژیک
در بخش توسعه اکولوژیک آلن مارشال نه بر حقوق بشر بلکه بر شناخت وابستگی اساسی همه موجودات بیولوژیکی (و برخی از موجودات زنده) و تنوع اساسی آنها تأکید می‌شود. از آنجا که می‌توان تصور کرد که پسوند آزادی خواهانه ناشی از انعکاس سیاسی جهان طبیعی است، بهتر است پسوند اکولوژیک به عنوان بازتاب علمی جهان طبیعی تلقی شود. توسعه اکولوژیکی تقریباً همان طبقه‌بندی زیست‌بوم گرایی اسمیت است و درمورد ارزش ذاتی نهادهای زیست‌محیطی جمعی مانند اکوسیستم‌ها یا محیط جهانی به عنوان یک موجودیت کل بحث می‌کند. از جمله هولمز رولستون نیز این رویکرد را در پیش گرفته‌است.
این دسته ممکن است شامل فرضیه گایا جیمز لاولاک باشد. این نظریه که سیاره زمین ساختار ژئوفیزیولوژیکی خود را به مرور زمان تغییر می‌دهد تا از ادامه تعادل مواد آلی و معدنی در حال تکامل اطمینان حاصل کند. این سیاره به عنوان موجودی جامع و یکپارچه با ارزش اخلاقی مشخص می‌شود که نژاد بشر در طولانی مدت از اهمیت خاصی برخوردار نیست.

### اخلاق حفاظت
مقوله «اخلاق حفاظت» مارشال گسترش ارزش استفاده به دنیای بیولوژیکی غیرانسانی است. این تنها از نظر سودمندی یا مفید بودن آن برای انسان فقط بر ارزش محیط تمرکز دارد. این ایده‌های ذاتی ارزش «اکولوژی عمیق» را در تضاد قرار می‌دهد، از این رو اغلب به عنوان «اکولوژی کم عمق» یاد می‌شود و به‌طور کلی برای حفظ محیط زیست بر این اساس استدلال می‌کند که دارای ارزش بیرونی است - که برای رفاه انسان‌ها مؤثر است؛ بنابراین حفاظت ابزاری برای رسیدن به هدف و صرفاً مربوط به ملاحظات بشری و بین نسلی است. می‌توان ادعا کرد که این اصول اخلاقی است که استدلالهای اساسی پیشنهادی دولتها در اجلاس کیوتو در سال ۱۹۹۷ و سه توافق‌نامه حاصل از اجلاس ریو زمین در سال ۱۹۹۲ را تشکیل می‌دهد.

## نظریه‌های انسان گرایی
پیتر سینگر حمایت از «مکان‌های میراث جهانی»، مناطقی بکر و دست نخورده از جهان را که با گذشت زمان کاهش می‌یابند، «ارزش کمیابی» به دست می‌آورد. حفظ آنها وصیت نامه ای برای نسل‌های آینده است زیرا آنها از نیاکان انسان به ارث رسیده‌اند و باید به نسل‌های بعدی منتقل شوند تا آنها بتوانند فرصت تصمیم‌گیری در مورد لذت بردن از حومه‌های بکر یا یک منظره کاملاً شهری را داشته باشند. یک مثال خوب از یک سایت میراث جهانی، جنگل بارانی استوایی است، یک اکوسیستم بسیار متخصص که تکامل قرن‌ها به طول انجامیده‌است. پاکسازی جنگل بارانی برای زمین‌های زراعی اغلب به دلیل شرایط خاک با شکست روبرو می‌شود و پس از ایجاد مزاحمت، احیای آن هزاران سال به طول می‌انجامد.

## الهیات کاربردی
جهان بینی مسیحی، جهان را خلق شده توسط خدا می‌داند و بشر در برابر استفاده از منابعی که به بشریت سپرده شده، در برابر خداوند پاسخگو هستند. ارزشهای نهایی در پرتو ارزشمند بودن برای خداوند دیده می‌شوند. این امر هم از نظر وسعت دامنه - مراقبت از مردم (متی ۲۵) و هم مسائل زیست‌محیطی، از جمله بهداشت محیط (تثنیه ۲۲٫۸؛ ۲۳٫۱۲–۱۴) - و انگیزه پویا، عشق به کنترل مسیح (۲ قرنتیان ۵٫۱۴ اف) و برخورد با زمینه‌ساز بیماری معنوی گناه است، که خود را در خودخواهی و بی‌فکری نشان می‌دهد. در بسیاری از کشورها این رابطه پاسخگویی در شکرگذاری برداشت نمادین است. (بی.تی. آدنی: اخلاق جهانی در فرهنگ نامه جدید اخلاق مسیحی و الهیات دامداری ۱۹۹۵ لستر)
دانشمندان دینی ابراهیمی از الهیات برای ایجاد انگیزه در مردم استفاده کرده‌اند. جان ال اوسالیوان، که اصطلاح آشکار سرنوشت را ابداع کرد، و افراد تأثیرگذار دیگری مانند او از ایدئولوژی‌های ابراهیمی برای تشویق عمل استفاده کردند. این علمای مذهبی، ستون نویسان و سیاستمداران در طول تاریخ از این ایده‌ها استفاده می‌کنند و این کار را ادامه می‌دهند تا گرایش‌های مصرفی یک آمریکای جوان را در زمان انقلاب صنعتی توجیه کنند. به منظور تحقق بخشیدن به درک این که خداوند برای بشر استفاده از منابع طبیعی زمین در نظر گرفته‌است، نویسندگان محیط زیست و علمای دینی به‌طور یکسان اعلام کردند که انسان‌ها از یک مرتبه بالاتر جدا از طبیعت هستند. کسانی که ممکن است این دیدگاه را نقد کنند ممکن است همان سوالی را بپرسند که جان مویر از طعنه در بخشی از رمان خود با هزار پیاده‌روی تا خلیج فارس می پرسد، چرا در دنیای طبیعی این تعداد خطرات به شکل گیاهان سمی، حیوانات وجود دارد؟ و بلایای طبیعی، پاسخ این است که این موجودات نتیجه گناهان آدم و حوا در باغ عدن هستند.
از اوایل قرن ۲۰، کاربرد الهیات در محیط گرایی به دو مکتب فکری تقسیم شد. اولین سیستم درک دین را به عنوان پایه و اساس سرپرستی محیط زیست در نظر گرفته‌است. مورد دوم استفاده از الهیات را وسیله ای برای منطقی سازی مصرف بی‌رویه منابع طبیعی می‌داند. لین وایت و کالوین دیویت هر یک از طرفین این دوگانگی را نشان می‌دهند.
جان مویر طبیعت را به عنوان مکانی دعوت کننده و دور از بلندی مراکز شهری توصیف کرد. «برای مویر و تعداد فزاینده آمریکایی‌هایی که عقاید او را با هم تقسیم می‌کردند، خانه شیطان به معبد خود خدا تبدیل شده‌است.» استفاده از کنایات مذهبی ابراهیمی به مویر و باشگاه سیرا کمک کرد تا از برخی از اولین طبیعت‌های عمومی محافظت کند.
نویسندگانی مانند تری تمپست ویلیامز و همچنین جان مویر این ایده را بنا می‌کنند که ". . . خدا را می‌توان در هر کجا که هستی پیدا کرد، به ویژه در خارج. پرستش خانوادگی فقط به یکشنبه در یک کلیسای کوچک منتقل نشد. " ارجاعاتی از این دست به عموم مردم کمک می‌کند تا بین نقاشی‌های انجام شده در مدرسه رودخانه هادسون، عکس‌های آنسل آدامز همراه با انواع دیگر رسانه‌ها و مذهب یا معنویت آنها ارتباط برقرار کنند. قرار دادن ارزش ذاتی بر طبیعت از طریق الهیات، ایده ای اساسی از اکولوژی عمیق است.

## انسان گرایی
انسان گرایی موقعیتی است که انسان مهم‌ترین یا مهم‌ترین عنصر در هر شرایط خاص است. که نژاد بشر باید همیشه دغدغه اصلی خود باشد. ناقضان انسان گرایی استدلال می‌کنند که سنت غربی هنگام در نظر گرفتن اخلاق زیست‌محیطی یک موقعیت، نام علمی انسان را مغرضانه نشان می‌دهد و انسانها محیط یا سایر موجودات خود را از نظر کاربرد برای آنها ارزیابی می‌کنند (به گونه گرایی مراجعه کنید). بسیاری معتقدند که همه مطالعات زیست‌محیطی باید ارزیابی ارزش ذاتی موجودات غیرانسانی را شامل شود. در حقیقت، بر اساس همین فرضیه، مقاله ای فلسفی اخیراً احتمال انقراض ارادی انسان را به عنوان ژستی نسبت به موجودات دیگر بررسی کرده‌است. نویسندگان از این ایده به عنوان یک آزمایش فکری یاد می‌کنند که نباید آن را به عنوان فراخوان عمل فهمید.
باروخ اسپینوزا استدلال می‌کرد که اگر انسانها به‌طور عینی به مسائل نگاه کنند، می‌فهمند که همه چیز در جهان ارزش منحصر به فردی دارد. به همین ترتیب، این احتمال وجود دارد که اخلاق انسان محور یا انسان محور / آندرومحوری، تصویری دقیق از واقعیت نباشد و یک تصویر بزرگتر وجود دارد که ممکن است انسان از منظر انسانی درک کند یا نتواند درک کند.
پیتر وردی بین دو نوع انسان گرایی تفاوت قائل شد. یک اخلاق قوی انسان محور استدلال می‌کند که انسانها در مرکز واقعیت هستند و درست است که چنین باشند. با وجود این، انسان گرایی ضعیف استدلال می‌کند که واقعیت را فقط می‌توان از منظر انسانی تفسیر کرد، بنابراین انسان‌ها باید آنگونه که می‌بینند در مرکز واقعیت قرار بگیرند.
دیدگاه دیگری توسط برایان نورتون ایجاد شده‌است، که با راه اندازی عمل گرایی محیطی، که امروزه یکی از گرایشهای اصلی آن است، به یکی از بازیگران اصلی اخلاق محیطی تبدیل شده‌است. عمل گرایی محیطی از موضع‌گیری در اختلافات بین مدافعان اخلاق انسان دوستانه و غیر انسان دوستانه امتناع می‌ورزد. در عوض، نورتون بین انسان محوری قوی و انسان محوری ضعیف یا گسترش یافته تمایز قایل می‌شود و استدلال می‌کند که مورد اول باید تنوع ارزش‌های ابزاری انسان را از جهان طبیعی بدست آورد.
یک دیدگاه اخیر مربوط به انسان محوری به آینده زندگی است. اخلاق زیست شناختی بر اساس هویت انسان به عنوان بخشی از زندگی آلی ژن / پروتئین است که هدف مؤثر آن تکثیر خود است. این به معنای هدف انسانی برای تأمین و گسترش زندگی است. انسان‌ها از اهمیت اساسی برخوردارند زیرا فقط آنها می‌توانند زندگی را بیش از مدت زمان خورشید، احتمالاً برای تریلیون‌ها سال، تأمین کنند. اخلاق زیست شناختی برای خود زندگی ارزشمند است، همانگونه که در ساختارها و فرایندهای بیولوژیکی تجسم یافته‌است. انسان‌ها ویژه هستند زیرا می‌توانند آینده زندگی را در مقیاس‌های کیهان‌شناسی تأمین کنند. به‌طور خاص، انسان‌ها می‌توانند زندگی پرحاشیه ای را که از وجود آن لذت می‌برند، ادامه دهند و انگیزه بیشتری برای گسترش زندگی اضافه کنند. انسان‌ها می‌توانند آینده زندگی را تأمین کنند و این آینده می‌تواند هدفی کیهانی به وجود انسان بدهد.

## وضعیت رشته
تنها پس از ۱۹۹۰، این رشته در برنامه‌هایی مانند دانشگاه ایالتی کلرادو، دانشگاه مونتانا، دانشگاه ایالتی بولینگ گرین و دانشگاه تگزاس شمالی به رسمیت شناخته شد. در سال ۱۹۹۱، کالج شوماخر از دارتینگتون، انگلیس، تأسیس شد و اکنون یک کارشناسی ارشد در علوم جامع ارائه می‌دهد.
این برنامه‌ها شروع به ارائه مدرک کارشناسی ارشد با تخصص در اخلاق محیطی / فلسفه می‌کنند. از سال ۲۰۰۵، گروه فلسفه و مطالعات دین در دانشگاه شمال تگزاس یک برنامه دکترا را با تمرکز در اخلاق محیطی / فلسفه ارائه داد.
در آلمان، دانشگاه گریفسوالد اخیراً یک برنامه بین‌المللی در زمینه بوم‌شناسی منظر و حفاظت از طبیعت با تمرکز شدید بر اخلاق زیست‌محیطی ایجاد کرده‌است. در سال ۲۰۰۹، دانشگاه مونیخ و موزه دویچ مرکز راچل کارسون برای محیط زیست و جامعه، یک مرکز بین رشته‌ای بین‌المللی، برای تحقیق و آموزش در علوم انسانی محیط زیست، را تأسیس کردند.

## رابطه با اخلاق حیوانات
برداشت‌های متفاوت از رفتار و تعهدات نسبت به حیوانات، به ویژه آنهایی که در طبیعت زندگی می‌کنند، در اخلاق حیوانات و اخلاق زیست‌محیطی مناقشه بین این دو موضع اخلاقی بوده‌است. برخی از اخلاق شناسان ادعا کرده‌اند که این دو موقعیت ناسازگار است، در حالی که برخی دیگر گفته‌اند که می‌توان بر این اختلافات غلبه کرد. اخیراً، اخلاق شناسان حیوانات مورد انتقاد اخلاق شناسان محیطی، از جمله ریکاردو روتزی، به دلیل تعصب در وطن‌پرستی مورد طبقه‌بندی قرار گرفته‌اند و از آنها خواسته شده‌است «مشارکت بی مهرگان در جامعه اخلاقی را دوباره ارزیابی کنند».

## برای مطالعهٔ بیشتر
- برنان، اندرو / لو، یوک سزه ۲۰۱۶: اخلاق زیست‌محیطی. در: Zalta, Edward N. (Hg.): The Stanford Encyclopedia of Philosophy (نسخه زمستان 2016). https://plato.stanford.edu ، دانشگاه استنفورد: https://plato.stanford.edu/archives/win2016/entries/ethics–en Environmental/[پیوند مرده].
- 9789042025950
- Ott, Konrad (2020): اخلاق زیست‌محیطی. در: Kirchhoff , Thomas (ویراستار)): دائرةالمعارف آنلاین فلسفه طبیعت / آنلاین Lexikon Naturphilosophie , doi: https://doi.org/10.11588/oepn.2020.0.71420 ؛ https://journals.ub.uni-heidelberg.de/index.php/oepn/article/view/71420 .